# Iso hawaiiensis
Iso hawaiiensis is een straalvinnige vissensoort uit de familie van vleugelaarvissen (Notocheiridae). De wetenschappelijke naam van de soort is voor het eerst geldig gepubliceerd in 1952 door Gosline.